# Tampa Bay Buccaneers 1988
La stagione 1988 dei Tampa Bay Buccaneers è stata la 13ª della franchigia nella National Football League. L'allenatore Perkins dovette ricostruire i Buccaneers, la squadra più giovane della lega, avendo rimpiazzato diversi veterani. Delle buone selezioni nel draft produssero diversi titolari, in particolare l'offensive tackle Paul Gruber e il running back Lars Tate. La squadra fu competitiva ma fu tormentata da diversi errori mentali, concludendo con un deludente record di 5–11. Il quarterback al secondo anno Vinny Testaverde fu incostante: un efficace leader a volte, un giocatore dai molteplici errori in altre. I suoi 35 intercetti subiti sono ancora un primato di franchigia al 2014. I suoi frequenti errori gli fecero perdere la fiducia dello staff degli allenatori e a un certo punto fu sostituito dalla sua riserva Joe Ferguson.

## Scelte nel Draft 1988
|  | = Pro Bowler |

| Scelta | Giro                 | Giocatore       | Ruolo             | College         |
| 4      | 1                    | Paul Gruber     | Offensive tackle  | Wisconsin       |
| 53     | 2 (da San Francisco) | Lars Tate       | Running Back      | Georgia         |
| 83     | 4 (da Philadelphia)  | Robert Goff     | Defensive End     | Auburn          |
| 86     | 4 (da Kansas City)   | John Bruhin     | Guard             | Tennessee       |
| 107    | 4 (da San Francisco) | Monte Robbins   | Punter            | Michigan        |
| 113    | 5                    | William Howard  | Running Back      | Tennessee       |
| 163    | 6 (da San Francisco) | Shawn Lee       | Defensive Tackle  | North Alabama   |
| 167    | 7                    | Kerry Goode     | Running Back      | Alabama         |
| 198    | 8                    | Anthony Simpson | Running Back      | East Carolina   |
| 225    | 9                    | Rueben Davis    | Defensive End     | North Carolina  |
| 279    | 11                   | Frank Pillow    | Wide Receiver     | Tennessee State |
| 310    | 12                   | Victor Jones    | Inside Linebacker | Virginia Tech   |

## Calendario
| Stagione regolare |            |                         |            |      |                               |     |          |        |
| Turno             | Data       | Avversario              | Risultato  | Ora  | Stadio                        | TV  | Pubblico | Record |
| 1                 | 4/9/1988   | Philadelphia Eagles     | S 41–14    | 1:00 | Tampa Stadium                 | CBS | 43,502   | 0–1    |
| 2                 | 11/9/1988  | at Green Bay Packers    | V 13–10    | 1:00 | Lambeau Field                 | CBS | 52,584   | 1–1    |
| 3                 | 18/9/1988  | Phoenix Cardinals       | S 30–24    | 1:00 | Tampa Stadium                 | CBS | 35,034   | 1–2    |
| 4                 | 25/9/1988  | at New Orleans Saints   | S 13–9     | 1:00 | Louisiana Superdome           | CBS | 66,714   | 1–3    |
| 5                 | 2/10/1988  | Green Bay Packers       | V 27–24    | 1:00 | Tampa Stadium                 | CBS | 40,003   | 2–3    |
| 6                 | 9/10/1988  | at Minnesota Vikings    | S 14–13    | 1:00 | Hubert H. Humphrey Metrodome  | CBS | 55,274   | 2–4    |
| 7                 | 16/10/1988 | at Indianapolis Colts   | S 35–31    | 1:00 | Hoosier Dome                  | CBS | 53,135   | 2–5    |
| 8                 | 23/10/1988 | Minnesota Vikings       | S 49–20    | 1:00 | Tampa Stadium                 | CBS | 48,020   | 2–6    |
| 9                 | 30/11/1988 | Miami Dolphins          | S 17–14    | 1:00 | Tampa Stadium                 | NBC | 67,352   | 2–7    |
| 10                | 6/11/1988  | at Chicago Bears        | S 28–10    | 1:00 | Soldier Field                 | CBS | 56,892   | 2–8    |
| 11                | 13/11/1988 | at Detroit Lions        | V 23–20    | 1:00 | Pontiac Silverdome            | CBS | 25,956   | 3–8    |
| 12                | 20/11/1988 | Chicago Bears           | S 27–15    | 1:00 | Tampa Stadium                 | CBS | 67,070   | 3–9    |
| 13                | 27/11/1988 | at Atlanta Falcons      | S 17–10    | 1:00 | Atlanta-Fulton County Stadium | CBS | 14,020   | 3–10   |
| 14                | 4/12/1988  | Buffalo Bills           | V 10–5     | 1:00 | Tampa Stadium                 | NBC | 49,498   | 4–10   |
| 15                | 11/12/1988 | at New England Patriots | S 10–7 DTS | 1:00 | Sullivan Stadium              | CBS | 39,889   | 4–11   |
| 16                | 18/12/1988 | Detroit Lions           | W 21–10    | 1:00 | Tampa Stadium                 | CBS | 37,778   | 5–11   |